# Stadtbahn di Düsseldorf
La Stadtbahn di Düsseldorf è un sistema di trasporto che serve la città tedesca di Düsseldorf e alcuni centri limitrofi. Si tratta di un sistema di Stadtbahn (letteralmente: "Ferrovia urbana") derivante dalla trasformazione della vecchia rete tranviaria, le cui tratte centrali sono state interrate rendendole simili a una metropolitana.

## Linee
La rete conta undici linee:
- U 70 Krefeld, Rheinstraße - Düsseldorf Hbf (linea espressa)
- U 71 Heinrichstraße - Benrath, Betriebshof
- U 72 Ratingen, Mitte - Düsseldorf-Hellriegelstraße
- U 73 Düsseldorf-Gerresheim  - Universität Ost
- U 74 Meerbusch, Görgesheide - Düsseldorf-Holthausen
- U 75 Neuss Hbf - Düsseldorf-Eller, Vennhauser Allee
- U 76 Krefeld, Rheinstraße - Düsseldorf Hbf
- U 77 Am Seestern - Holthausen
- U 78 ESPRIT arena / Messe Nord - Düsseldorf Hbf
- U 79 Duisburg-Meiderich Bf - Düsseldorf-Universität Ost
- U 83 Gerresheim, Krankenhaus - Benrath, Betriebshof

### Fonti
- (DE) Robert Schwandl, Schwandl’s Tram Atlas Deutschland, 2ª ed., Robert Schwandl Verlag, 2009,  pp. 28-31, ISBN 978-3-936573-09-1.

### Testi di approfondimento
- (DE) Fritz D. Kegel, U-Bahnen in Deutschland. Planung Bau Betrieb, Düsseldorf, Alba Buchverlag, 1971,  pp. 33-35, ISBN non esistente.